# Прва влада Стефана Марковића

## Чланови владе
| Функција                                        | Слика | Име и презиме        | Детаљи             |
| ----------------------------------------------- | ----- | -------------------- | ------------------ |
| Књажески представник и попечитељ инострани дела |       | Стефан Марковић      |                    |
| Попечитељ внутрени дела                         |       | Радован Дамњановић   |                    |
| Попечитељ правосудија и просвештенија           |       | Димитрије Црнобарац  | отправник дужности |
| Попечитељ финансија                             |       | Александар Ненадовић |                    |